# Tisserin de Preuss
Ploceus preussi
Espèce
Statut de conservation UICN

 LC  : Préoccupation mineure
Statut CITES
Le Tisserin de Preuss (Ploceus preussi) est une espèce de passereau appartenant à la famille des Ploceidae.

## Description brève
Le tisserin de Preuss, d’environ 14 cm de long, a un mâle qui a le dessus de la tête et le haut du poitrail marron doré, une bande jaune de la nuque jusqu’à la base du dos, des ailes foncées, et un masque noir. La femelle a le masque noir qui se prolonge sur le front, et a une teinte de haut de tête et de poitrail moins marron. Le juvénile n’a pas de bec noir, et sa tête est sans masque. 

## Répartition et habitat
C'est un tisserin d'Afrique de l'Ouest subsaharienne, dont l'aire de répartition est relativement morcelée. Il est surtout présent dans les deux blocs forestiers principaux de la sous-région, c'est-à-dire le bloc ouest vers le Nord-Ouest de la Guinée jusqu'au Ghana, et celui du Sud-Est, à savoir celui du bassin congo-gabonais.

## Liste des références utilisées
1. 1 2 3 4  Ron Demey et Benoît. Paepegaey, Oiseaux de l'Afrique de l'Ouest (ISBN 978-2-603-02396-9 et 2-603-02396-9, OCLC 944442325, lire en ligne)